# Geografia Turciei
Turcia se întinde în Podișul Anatoliei. Pe marginile țării întâlnim câmpii litorale. Cel mai înalt vârf se află în munții Alas, vârful Ararat având 5179 m. Capitala Turciei este Ankara.

## Geografie
Turcia este o țară transcontinentală Euroasiatică. Turcia Asiatică (conține în mare parte Anatolia) care include 97% din țară, este separată de turcii europeni din Bosfor, Marea Marmara și Dardanele (care împreună formează o verigă de ape între Marea Neagră și Marea Mediteraneană). Turcia Europeană cuprinde 3% din țară.
Teritoriul Turciei este mai mult de 1,600 km lungime și 800 km lățime, cu o formă aproximativ rectangulară. Arealul Turciei, inclusiv lacuri, ocupă 783,562 km pătrați, din care 755,688 km pătrați sunt în Asia SV și 263,764 km pătrați în Europa. Turcia este a 37 țară dintre cele mai mari din lume. Țara este încercuită de ape pe 3 părți: Marea Egee la vest, Marea Neagră N și Marea Mediteraneană la S. De asemenea Turcia conține Marea Marmara în NV.
Partea europeană a Turciei, Tracia de E, formează frontiera Turciei cu Grecia și Bulgaria.
Partea asiatică a țării, Anatolia, se compune dintr-un platou central înalt cu câmpii de coastă înguste; între Koroglu și muntele Pontic se întinde la N și Muntele Taurus la S. Turcia E are mai multe peisaje montane și râuri ca Eufrat, Tigru și Aras, și conține lacul Van și muntele Ararat, punctul cel mai înalt al Turciei este de 5.165m.
Turcia este împărțită în 7 regiuni: Marmara, Egeea, Marea Neagră, Anatolia Centrală, Anatolia E, Anatolia SE și Mediteraneana. Terenul accidental al Anatoliei N de-a lungul Mării Negre seamănă cu o centură lungă și îngustă. Această regiune cuprinde aproximativ o șesime di teritoriul total al Turciei. Ca o tendință generală, interiorul platoului anatolian devine tot mai mult accidental care avansează spre E.
Peisajele variate ale Turciei sunt produsul unor mișcări complexe ale lumii care au modelat regiunea și încă se manifestă în cutremurele destul de frecvente și ocazional erupții vulcanice. În august 1999 a avut loc un puternic cutremur (7,4 grade pe scara Richter), soldat cu peste 2000 de victime.

## Clima
Zonele de coastă ale Turciei care mărginesc Marea Egee și Marea Mediteraneană au o climă temperat mediteraneeană, cu călduri, veri uscate și care se răcesc ușor, ierni umede. Zonele de coastă ale Turciei care mărginesc Marea Neagră au climă temperat oceanică cu călduri, veri umede,ierni umede. Coasta Mării Negre a Turciei primește cea mai mare cantitate de precipitații și este singura regiune a Turciei care are multe precipitații tot anul. În partea de E a coastei mediile sunt de 2,500 mm/an.
Zonele de coastă ale Turciei mărginind Marea Marmara inclusiv Istanbulul care conectează Marea Egee și Marea Neagră au climă de tranziție între clima temperat mediteraneeană și cea temperat oceanică caldă, veri moderat de uscate și reci, ierni uscate. Zăoada este la zonele de coastă a Mării Marmara și Marea Neagră aproape în fiecare iarnă, dar de obicei nu mai mult de câteva zile. Zăpada pe de altă parte este rară în zonele de coastă a Mării Egee și foarte rară în zonele de coastă a Mării Mediteraneene.
Condițiile pot fi mult mai dure, mai aride în interior. Munții închiși de coastă împiedică influențele mediteraneene de la căile de extindere, dând platoului central anatolian a interiorului Turciei climă continentală cu sezoane contrastante.
Iernile pe platou sunt severe. Temperaturi de la -30 °C la -40 °C pot fi în Anatolia estică, și zăpada poate sta pe sol cel puțin 120 zile pe an. În vest, temperaturi medii de iarnă sub 1 °C. Verile sunt fierbinți și uscate, cu temp. generale mai mari de 30 °C ziua. Precipitațiile medii anuale de cca 400 mm, cu sume anuale determinate de elevații. Cele mai uscate regiuni sunt câmpia Konya și câmpia Malatya, unde precipitațiile frecvente anuale sunt mai mici de 300 mm. Poate fi în general cea mai umedă deoarece iulie și august sunt cele mai uscate.
Clima Turciei este temperat-maritimă pe litoralul Mării Negre și subtropicală pe litoralul Mării Mediterane. În ianuarie, temperaturile medii sunt de 5 °C în nord, la Samsun, -4 °C în podișul Anatoliei la Kayseri și 11 °C în sud, la Antalya. Precipitațiile sunt reduse în sud și centru (în jur de 400 mm/an) și bogate în nord-vest, pe litoralul Mării Negre (1.600 mm/an).